# Туркменбаші (аеропорт)
Міжнаро́дний аеропо́рт «Туркменбаші»   (туркм. Türkmenbaşy şäheriň halkara aeroporty)  (IATA: KRW, ICAO: UTAK)  — міжнародний аеропорт міста Туркменбаші. Заснований в 1959 році. Приймає як пасажирські, так і вантажні рейси, має статус міжнародного.

## Реконструйований аеропорт
У квітні 2010 року був відкритий новий чотириповерховий аеровокзал з пропускною спроможністю до 800 пасажирів на годину. Крім цього, здана в експлуатацію нова диспетчерська вежа заввишки 61 м, оснащена спецобладнанням компаній Siemens і Thales, а також корпус для прийому VIP-персон, проведення зустрічей, нарад та конференцій.
Одночасно аеропорт може приймати 7 рейсів, забезпечуючи при цьому міжнародні стандарти сервісу. Загальна площа ділянки, на якій розмістився новий аеровокзал, становить близько 80 гектарів. Прилегла територія упорядкована, озеленена і прикрашена фонтанами. Тут також розташовані криті та відкриті стоянки, розраховані більш ніж на триста вісімдесят автомобілів.
В рамках відкриття Міжнародного аеропорт міста Туркменбаши відвідав президент Туркменістану Гурбангули Бердимухамедов. Він висловив упевненість, що нова повітряна гавань послужить успішної реалізації політики Туркменської держави по перетворенню Каспію в море дружби, миру і добросусідства, подальшому розвитку співробітництва між Туркменістаном та іншими зарубіжними країнами.
Новий міжнародний аеропорт має ряд достоїнств. Тут створені оптимально комфортні умови для очікування, швидкої реєстрації та посадки пасажирів. До їхніх послуг — телескопічні трапи, інформаційні табло, пункти міжнародного, міжміського зв'язку, камери схову, пошта. Зали для очікують рейси пасажирів обладнані зручними меблями, всюди — затишні кафетерії, буфети, магазини duty-free, комфортний cip-зал, що робить перебування авіамандрівників в зоні аеропорту приємним і неутомливим. Спеціально для екіпажів іноземних авіакомпаній, що здійснюють транзитні рейси, передбачена готель на декілька десятків місць з кафетерієм, а для обробки прибулих і відправлених вантажів в аеропорту побудований вантажний термінал, який також оснащений автоматизованою системою обробки вантажів. Іншими словами, в аеропорту є весь необхідний набір високоякісних послуг для того, щоб значно збільшити пасажиропотік як на місцевих, так і на міжнародних авіалініях і організувати транзитні перевезення в різних напрямках.

## Катастрофи
18 січня 1988 рік а в аеропорту зазнав катастрофи літак Ту-154. Через помилкових дій другого пілота літак здійснив грубу посадку з перевантаженням 4,8 g. Від удару фюзеляж зруйнувався в хвостовій частині по шпангоутам № 49-54 та в носовій частині по шпангоутам № 12-14. Загинули 11 пасажирів, що перебували на пасажирських кріслах (24-26 ряд) в районі 45-54 шпангоутів. Серйозні травми отримали 2 члени екіпажу та 7 пасажирів, незначні - 4 члени екіпажу та 3 пасажири. Всього на борту було 137 пасажирів. 

## Авіалінії та напрямки
| Авіалінії               | Сполучення                                            |
| ----------------------- | ----------------------------------------------------- |
| Авіалінії Туркменістану | Ашгабат, Дашогуз, Мари, Туркменабат, Стамбул-Ататюрк. |